# 加雷斯·巴里
加里夫·巴利（英語：Gareth Barry，1981年2月23日—）是一名英格蘭足球運動員。初出道時是一名中堅，後來改打左後衛，其後更憑著出色的助攻能力被改造為左中場及中路中場，更是球隊的十二碼劊子手。巴利曾效力阿士東維拉長達12年，於2009年夏季轉投曼城，之後曾效力愛華頓和西布朗。巴利在英超二十年的球員生涯中，曾上陣653場英超比賽，是至今英超上陣場次最多的球員。
巴利是曾為英格蘭國家隊成員，及曾成為18歲以下國家隊隊長。他曾是21歲以下國家隊上陣次數的紀錄保持者，他合共代表球隊上陣21次，與利物浦副隊長加歷查共同保持這項紀錄。直至利物浦守門員卡臣近年把他們的紀錄打破。
巴利於2020年8月宣佈退役。

## 生平

### 球會
阿士東維拉
巴利原本是在英格蘭小型球會白禮頓受訓，後於1997年以學徒身份加盟屬英超的阿士東維拉，於1997-98年球季季末首次代表維拉上陣。
巴利早於1998-99年球季起已取得正選，並由原來的中堅轉為左後衛。這名鬥志旺盛的球員常能在比賽劣勢下策動攻勢，而其熟練的左腳無論在盤球、傳送及射門，都經常能於左路帶來動力。由於英超基本上都是由常勝軍曼聯所壟斷，巴利並未獲得英超聯賽冠軍，唯一的佳績是2000年英格蘭足總盃打入了決賽，但敗於當屆冠軍車路士。
由於具攻擊能力，巴利開始由後衛轉任為中場，成為球隊的進攻重心，為球隊中路製造創造力。巴利於2006-07年球季開始前接任隊長一職。該年是巴利效力維拉的第十個年頭，維拉更頒贈獎章以表揚巴利對維拉之貢獻。
2007-08年球季，英超四強之一的利物浦公開表示希望以超過1,000萬英鎊轉會費買下巴利。這時巴利已27歲，曾公開稱渴求參戰歐冠盃，因此亟欲加盟利物浦，因此表示對維拉把過高標價加之於他甚為不滿，並與教練鬧翻。巴利對維拉公開衝突，使得維拉對他處以兩週週薪的罰款，並禁止他進入練習場地。對效力超過十年之老臣公開跟球會鬧翻，維拉球迷都站在球會一方。更可惜者，利物浦領隊跟利物浦班主，始終無法對巴利之交易達成一致意見。利物浦班主認為巴利根本不值1,800萬鎊身價。轉會的糾紛不斷傳出，一直到季末。最後基於轉會幾乎不可能下，巴利透過經紀人表示，08-09年賽季將繼續留效維拉。
曼城
巴利於各項維拉的賽事合共上陣超過400場賽事及射入52球。至2009年6月2日，巴利以1,200萬英鎊身價加盟曼城，簽約五年。
2013年9月3日，埃弗顿從曼城借入將於2014年6月約滿的巴利，借用期至球季結朿。
愛華頓
2014年7月8日，愛華頓官方宣布巴利加盟並簽約3年。同年12月，巴利成為首位英超歷史上得黃牌最多的球員。他也是英超歷史上出場次數超過500場的球員當中最年輕的一位。
2015年10月24日，愛華頓作客阿仙奴的賽事中，巴利在67分鐘領取在英超的第106面黃牌，成為英超史上領取黃牌最多的球員，及後在補時階段再領取本場第二張黃牌，兩黃一紅被逐，最後球隊以1:2不敵阿仙奴。
西布朗
2017年9月25日，巴利在西布朗作客阿仙奴的賽事中上陣，成為他第633場上陣的英超比賽，打破前曼聯球員傑斯保持的英超史上最多上陣次數球員的紀錄。

### 國家隊
巴利曾代表英格蘭U-21出賽27場，曾與加歷查一同保持最多代表次數的紀錄，現已被卡臣及詹姆斯·米尔纳分別打破。巴利首次晉升為大國腳為1999年，當時曾參加2000年歐洲國家盃，但沒上過陣。而真正以正選身份代表上陣，是於2000年9月對法國的賽事擔任左翼衛。而英格蘭最後以1比1逼和該支1998年世界盃冠軍球隊。
巴利自2003年起已長時間沒有入選英格蘭，要等到2007年再獲選出戰對西班牙的友誼賽。9月8日以正選身份代表英格蘭上陣對以色列的歐洲國家盃外圍賽賽事，貢獻出兩個助攻，球隊以3:0擊敗對手，奪得重要的三分。3日後對俄羅斯的賽事，交出一個助攻，英格蘭最後以3:0勝出。兩場賽事中巴利的表現獲得很好的評價。他出色的表現，逼使車路士的中場大將林柏特於07年10月份的兩場英格蘭國家隊重要賽事退居後備，亦是該名車路士中場自2004年後，首次因非傷患被其他球員奪去正選位置。
2008年6月初對千里達的國際友誼賽，巴利攻進其首個國家隊入球，協助球隊勝出3:0。2011年11月15日，在主場對瑞典的友誼賽中，射進全場唯一進球，以1-0擊敗對手，這是英格蘭歷史上第2,000個國際賽入球。